# Хейерик, Флориан
Флориан Хейерик (нидерл. Florian Heyerick; род. 31 августа 1958, Гент) — бельгийский дирижёр и музыковед.
Учился в Гентской и Брюссельской консерватории, а также в Институте Лемменса; получил профессиональную подготовку как флейтист и клавесинист. Изучал музыковедение в Гентском университете.
В 1986—1990 гг. преподавал камерный ансамбль и исторически ориентированное исполнительство в Антверпенской консерватории. С 1990 г. профессор Института музыки Гентского университета, преподавал различные дисциплины, от хорового дирижирования до социологии музыки. В 1989 г. основал и возглавил вокальный ансамбль старинной музыки «Ex Tempore». В 2002—2004 гг. был главным дирижёром Курпфальцского камерного оркестра. Работал также в качестве приглашённого дирижёра с рядом других камерных ансамблей старинной музыки в Бельгии, Германии, Нидерландах, а также с берлинской Комише опер.
Основные музыкальные интересы Хейерика сосредоточены в области музыки эпохи барокко. С 2010 г. он занимается исследованием творчества немецкого композитора Кристофа Граупнера. В то же время среди записей Хейерика есть и ряд заметных работ в других областях — прежде всего, двойной альбом со «Страстями» Генриха фон Герцогенберга.
В 2000 г. в качестве хормейстера участвовал в записи музыки к кинофильму «Король танцует».